# Wortfuge
Unter einer Wortfuge – häufig auch einfach nur Fuge genannt, wenn keine Verwechslungsgefahr besteht – versteht man die Stelle, an der in zusammengesetzten Wörtern (Komposita) die einzelnen Bestandteile aneinandergrenzen.
In manchen Fällen steht an diesen Grenzstellen ein Fugenelement, zum Beispiel in dem fiktiven Wort Hundekantinenwirtsleute gleich dreimal. Manche Linguisten betrachten diese Fugenelemente als rein lautliche Erscheinung, die der Ausspracheerleichterung dient (Fugenlaut), andere fassen sie als Morpheme und damit als Wortbestandteile mit Bedeutung auf, da sie in manchen Fällen Wörter der Form und der Bedeutung nach unterscheiden (Fugenmorphem): z. B. Land-es-polizei – Länd-er-polizei. Ihre Verwendung folgt im Deutschen (teilweise regionalsprachlichen) Regeln, die bisher nur unvollständig erforscht sind. Sie sind lexikalisch und phonologisch/phonemisch betrachtet Bestandteil des vor der Fuge stehenden Worts oder Wortteils, jedoch nicht als Suffixe zu sehen.

## Grammatik
Bei der Komposition sind die Wortbildungsregeln der deutschen Grammatik zu beachten.

## Rechtschreibung
In der Schreibung spielen Wortfugen eine wesentliche Rolle, da sie immer auch Fugen für die Silbentrennung darstellen, sowie für die Wortspaltung oder Wortteilabtrennung. So kann man zum Beispiel von Samt- und Seidenstoffen sprechen, keinesfalls aber Arbeitgeber, -samt und -sverwaltung schreiben.

## Sprechen
In ähnlicher Weise sind Wortfugen für das Sprechen von Bedeutung. In nahezu allen Fällen erfordern sie vom Sprecher eine minimale Sprechpause oder Rücknahme der Betonung. In keinem Fall dürfen fugenübergreifend Phoneme gebildet werden, weil sonst im ungünstigsten Fall ganz falsche Worte verstanden würden, im günstigsten Fall die Aussprache immer noch sinnentstellend und damit falsch wäre. Ein Beispiel für Sinnentstellung ist Reinkarnation – richtig gesprochen Re-Inkarnation – falsch wäre es, einen Bezug zum Wortstamm Rein-, wie in Reinheit, zu suggerieren. Ein anderes Beispiel für mögliche Sinnentstellung ist das unter Juristen beliebte Sprachspiel mit dem Wort Erblasser (für einen Verstorbenen), das auf der ersten und der zweiten Silbe betont je einen unterschiedlichen und doch zwei einander scheinbar nahe Begriffe bezeichnet. Als Beispiel für eine mögliche Wortverwechslung beim Lesen kann eine Wachstube dienen; dieser Ausdruck ist im heutigen Schriftdeutsch nur noch aus dem Sinnzusammenhang richtig als entweder eine Wach-Stube (ein Zimmer) oder eine Wachs-Tube (ein Gefäß) zu erkennen, seit das ſ fortgefallen ist und überall nur noch das s geschrieben wird. Eine ganze Reihe Eigennamen und geographischer Bezeichnungen werden von den der korrekten Wortfuge Unkundigen gern falsch ausgesprochen, etwa Künzelsau (von Aue), Neckarsulm (am Zusammenfluss von Neckar und Sulm gelegen), Weilerswist (die Swist fließt hier in die Erft) und viele mehr.

## Typographie

Je nach Situation muss eine Ligatur verwendet werden oder nicht

In der (deutschsprachigen) Typographie ist zu beachten, dass Ligaturen in Wortfugen nicht verwendet werden. Während also Kaffee mit einer ff-Ligatur gesetzt wird, stehen die f in auffällig separat.

## Versuchte Abschaffung
In letzter Zeit ist im formalen Sprachgebrauch die Tendenz zur Weglassung eines Fugen-S zu beobachten, etwa im Steuerrecht (Vermögensteuer statt Vermögenssteuer), Recht (Schadenersatz statt Schadensersatz) und bei der Bundeswehr (Essenmarke statt Essensmarke, aber nicht Bundwehr statt Bundeswehr).
Zu Beginn des 19. Jahrhunderts regte der Schriftsteller Jean Paul an, das Fugen-s solle abgeschafft werden, denn er hielt den s-Laut für unschön und erachtete das Fugen-s für unregelmäßig und unnötig. Also ließ er in den späteren Ausgaben seiner Werke alle Fugen-s eliminieren. Sein Vorhaben stieß auf massiven Widerstand der Brüder Grimm, die das Fugen-s als einen historisch gewachsenen Bestandteil der deutschen Sprache verteidigten.